# 獵象記
《獵象記》（英語：Shooting an Elephant），又譯為《射象》，是喬治·歐威爾所寫的一篇文章，在1936年末於《新寫作》雜誌出版，並於1948年10月12日在BBC國內服務频道廣播。文章透過描述主人公在英屬緬甸當警官，被要求去射殺一頭曾攻擊人的大象，反映英國帝國主義的不正當與荒謬。
作者歐威爾如同故事的主人公，在緬甸生活了一段日子，但這篇文章的真確程度仍有爭議，關於它是真實記錄還是虛構作品，還未有確鑿的證據。

## 故事簡介

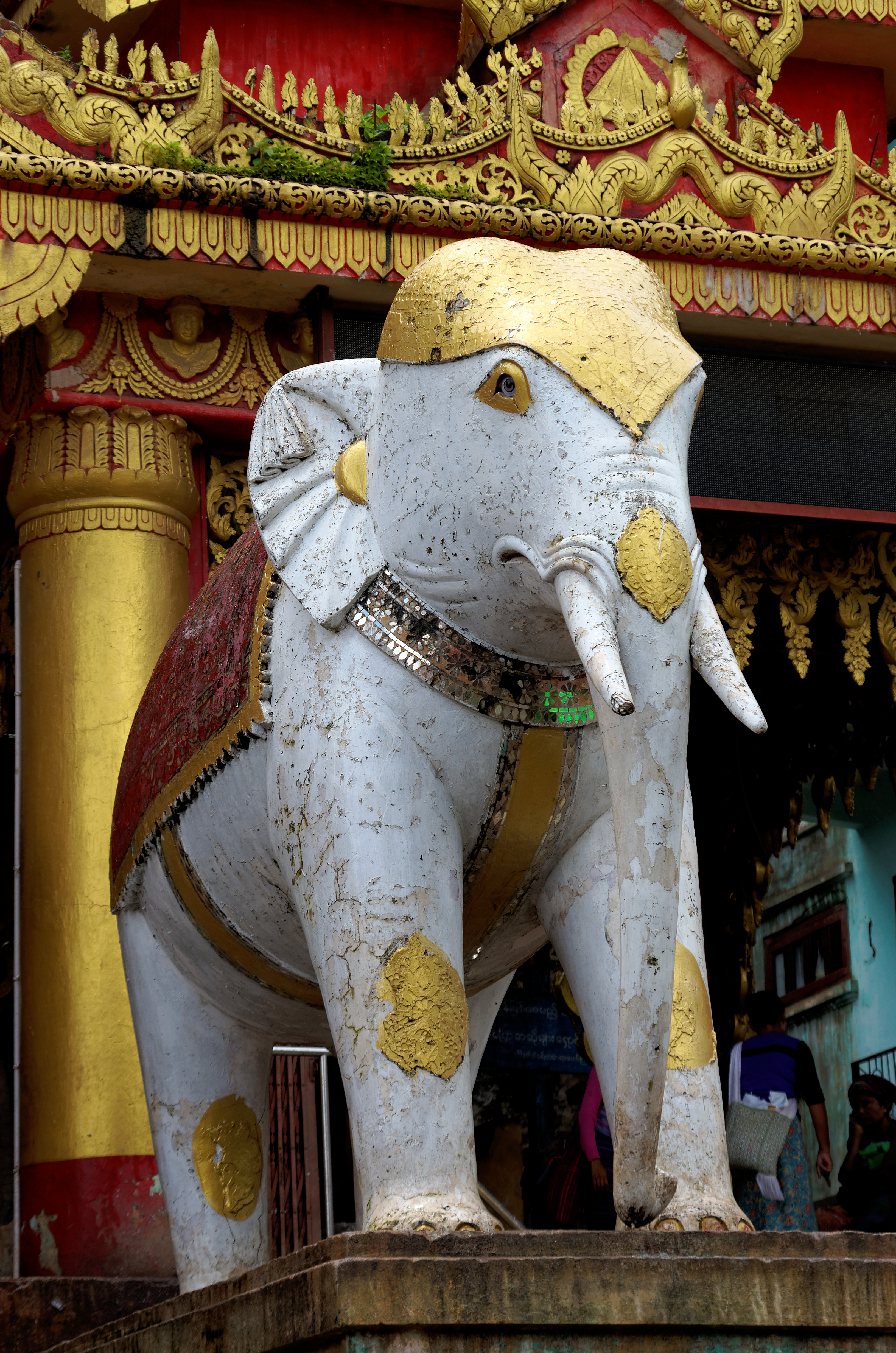
多個世紀以來，白色大象在緬甸的佛教地區裏都備受尊崇。圖中是一頭寺廟入口的大象雕像。

歐威爾以第一人稱寫作，描述在英屬緬甸強烈的反英國殖民情緒背景下，在毛淡棉的一個英國警察的故事。雖然主角對緬甸人表示同情，但他的職位卻使他成為帝國勢力壓迫的象徵。因此，他受到當地人的不斷的作弄和嘲笑。
主角接到另一個巡警的電話，說有頭發情期馴象在集市上鬧事，要他處理，主角因此帶一個.44口徑的溫徹斯特步槍，騎著一匹小馬，去大象出現的地點。他進入當地最貧窮的地區之一，聽到彼此衝突的說法，認為是個謊報事件，並考慮離開。然後主角看到一個村里的老婦人，她正在趕走那些圍觀被大象踩死的印度苦力屍體的孩子。他吩咐勤務兵去借來一管獵象步槍，攜槍出發，一群大約幾千人跟著他，沿著大象的足跡走向它休息的水田。
他雖然不想殺死那隻似乎平靜的大象，但是他感到受到人群要求的壓力，要殺死大象。他在查詢大象的行為和拖延一段時間後，多次向大象開槍，傷害了它，但無法殺死它。他隨後離開大象，因為他不能面對它在眼前繼續受苦。他後來得知，在幾小時內，大象的肉被剝了個精光。
大象死了後，象的主人因為是個印度人，除了發脾氣外，無計可施。歐洲人間的意見分歧，年長者認為殺死大象是最好的方法，但是年輕的認為大象比死去的苦力更值錢。主角然後想知道他們是否明白，他如此做“只是為了不被當地人當傻瓜看”。

## 主題

### 帝國主義
在文章中，歐威爾貫徹其反帝國主義的立場，指出在帝國主義下，征服者和被征服者都會被破壞。歐威爾清晰地表明他對英殖民帝國的不滿：「我已確實認定帝國主義是個邪惡的東西……我是完全同情緬甸人而反對他們的壓榨者——英國人的。」:152敍事者認為征服者並沒有在控制，反而是人民的意志決定了他的行動。作為統治者，他注意到他必須看起來很決斷，說一不二。
就在此刻，我體驗到當白種人變成暴君時，他已摧毀了自己的自由。歐洲主子這種陳腐的人物，他已變成了一種虛有其表的空心木偶。因為他統治的代價就是他必須耗費他一生的時間來使「土著們」對他們產生深刻的印象。因此在每一個危機中他都必須完成「土著們」對他的期待。他戴上了一个面具，而他的脸渐渐变得适合这个面具。我必須射殺這頭象。當我派人去拿這把槍時我就必須做這件事了。一個主子必須行動得像一個主子；他表面上必須看起來意志堅決，必須了解自己的心意，必須做確定的事情。如果照這種方式做下去：手持來福槍，身後跟著兩千人，然後一聲不吭地溜掉，甚麼事情也沒有做——不行，這個辦不到。人群會嘲笑我，而我一輩子，每個在東方的白種人的一輩子，都是一場力爭不被嘲笑的搏鬥！:158
雖然敍事者拿著遠超當地人科技的武器，但射殺大象不是他的本意，只是因為當地人的期望，他不得不射殺大象。這使得他變成了「一個被身後那些黃面孔推來推去的荒謬傀儡」。:158敍事者意識到，要違背自己的心意，在群眾的壓力下射殺大象，揭示了霸權的一個內在問題：「當白種人變成暴君時，他已摧毀了自己的自由。」:158當統治者實施嚴刑峻法時，他在壓迫人民的同時，也喪失了自己的自由。

### 征服者和被征服者

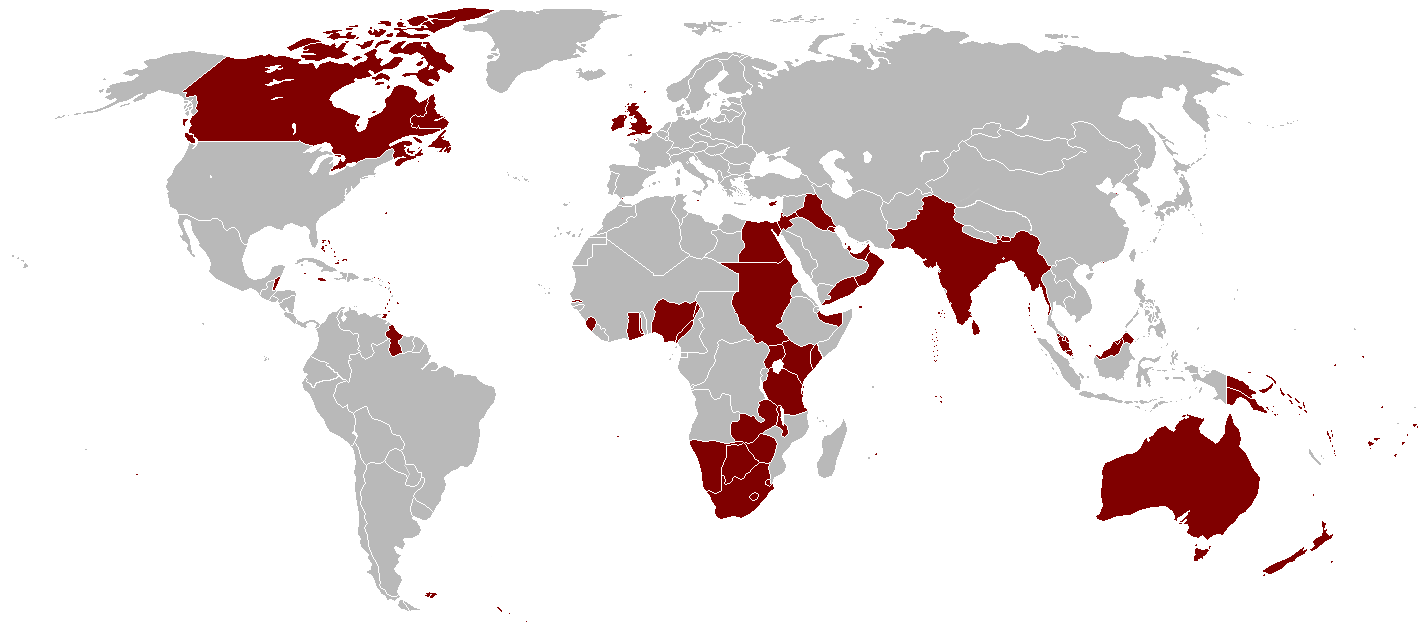
大英帝國1921年極盛時的版圖

敍事者在整個故事中的處境都是無甚聲望的。他評論道，即使他是統治階層的一員，他都察覺自己被緬甸人民忽略或憎恨。在文章開首，他寫道：「我曾成為一大群人們怨恨的對象——這是我一生中僅有的一次，我夠資格碰到這種事情。」:151只有在當地人期望他獵象時，他才「暫時值得一看」。:157他描述自己作為警官，如何淪為被當地人嘲笑的對象，就像其他歐洲人一樣，成為了顯眼的目標。
敍事者把當地人標籤為「小野獸」，而把大象標籤為「巨獸」，顯示他比起當地人更尊重象。然而，這有點自相矛盾，因為敍事者的工作有辱人格，並且逼使他直視「氣燄逼人的帝國的污穢工作」。:152敍事者挑出年輕的佛教憎侶，說他們是侮辱自己最為厲害的群體。他「心中一方面認為英國的統治者是一個無法推翻的暴政，是對受辱人民意志的一個永恒旳箝制；另一方面認為世界上最令人稱快的事莫過於把一柄刺刀戳入一個佛教憎侶的肚子裏。」:153
獵象後，敍事者對象踩死了印度苦力感到欣慰，因為這使他「站在法律上講是對的」，亦給了他「射殺那頭象的藉口」。:163最後，他感慨自己「時常懷疑是否有人領悟到我這種做法只是要避免被人看成是一個傻瓜。」:163

### 內疚感
敍事者夾在「對自己所效力的帝國的強烈憎惡」，與「對那些企圖破壞『我』工作的兇狠小野獸的憤怒之間」，使他感受到強烈的內疚感。:152-153他聲稱自己「完全同情緬甸人而反對他們的壓榨者——英國人」，並指出「這類的感情乃是帝國主義下的正常副產品；不相信的話可以問在印度的任何英國官員，如果你可以在他下班的時間找到他。」:153這創造了一種殖民者對當地人的同情感，但這種感情卻因當地人的敵意而減輕，使雙方都惡劣地對待對方。

## 電影改編
2015年，《獵象記》被改編成一部短電影，由胡安·帕布羅·羅蒂埃（Juan Pablo Rothie）執導，亞歷克·索科洛夫編劇，於尼泊爾拍攝。

## 現實或虛構

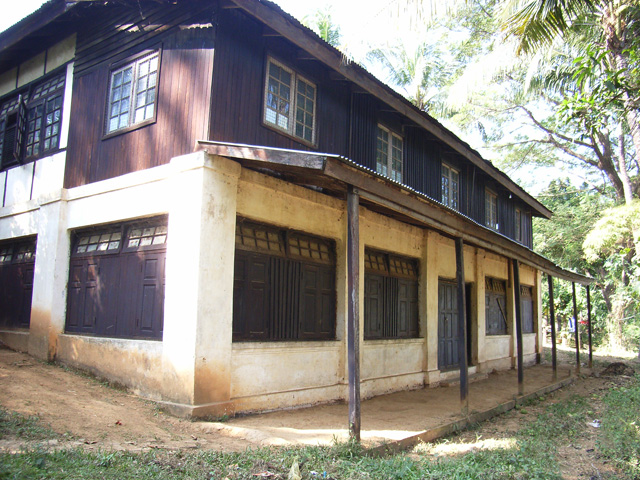
在傑沙鎮的英國俱樂部，攝於2006年（歐威爾在這裏的時候，建築物只有第一層）。

故事的真確性一直存疑。在歐威爾傳記George Orwell: A Life中，作者班納德·克里克懷疑歐威爾並沒有真的射殺了一頭象，因為沒有關於這事件的獨立記錄。考慮到有珍貴財產被毀壞，這是很不尋常的。
《歐威爾全集》的編者彼得·戴維森收錄了與喬治·斯圖亞特（歐威爾在緬甸的同齡人）的訪談。斯圖亞特聲稱歐威爾在獵象後，被轉移到傑沙鎮作為懲罰。「對於任一木材商來說，一頭象是甚為珍貴的資產……而若果歐威爾作了如此無謂的殺戮，他一定會被重重地訓斥。在事情後不久，他就被人從毛淡棉轉送到上緬甸的傑沙，當一個不顯眼的崗位。」:224–225戴維森亦把《仰光公報》（Rangoon Gazette）的一篇描述一位市長在相似的處境中獵象的報道收錄進《全集》中。當一名傳記作者詢問歐威爾的妻子索妮亞·歐威爾時，得到的答覆是「他當然射殺了一頭他媽的大象，他是這麼說的。為何你老是懷疑他的話？」:225

## 外部連接
- 喬治·歐威爾. .   [2017-09-15]. （原始内容存档于2019-08-15）.
- George Orwell. . The Literature Network.   [2017-09-15]. （原始内容存档于2021-04-22）.（英文）

## 註
1. ↑  原文：「An elephant was considered a valuable asset to any timber firm...and Orwell would have been severely reprimanded for such unnecessary slaughter. It was not long after the incident that he was transferred from Moulmein to a quiet post in Upper Burma called Katha.」
2. ↑  原文：「Of course he shot a fucking a [sic] elephant. He said he did. Why do you always doubt his word!」